# Dolmen von Hwasun

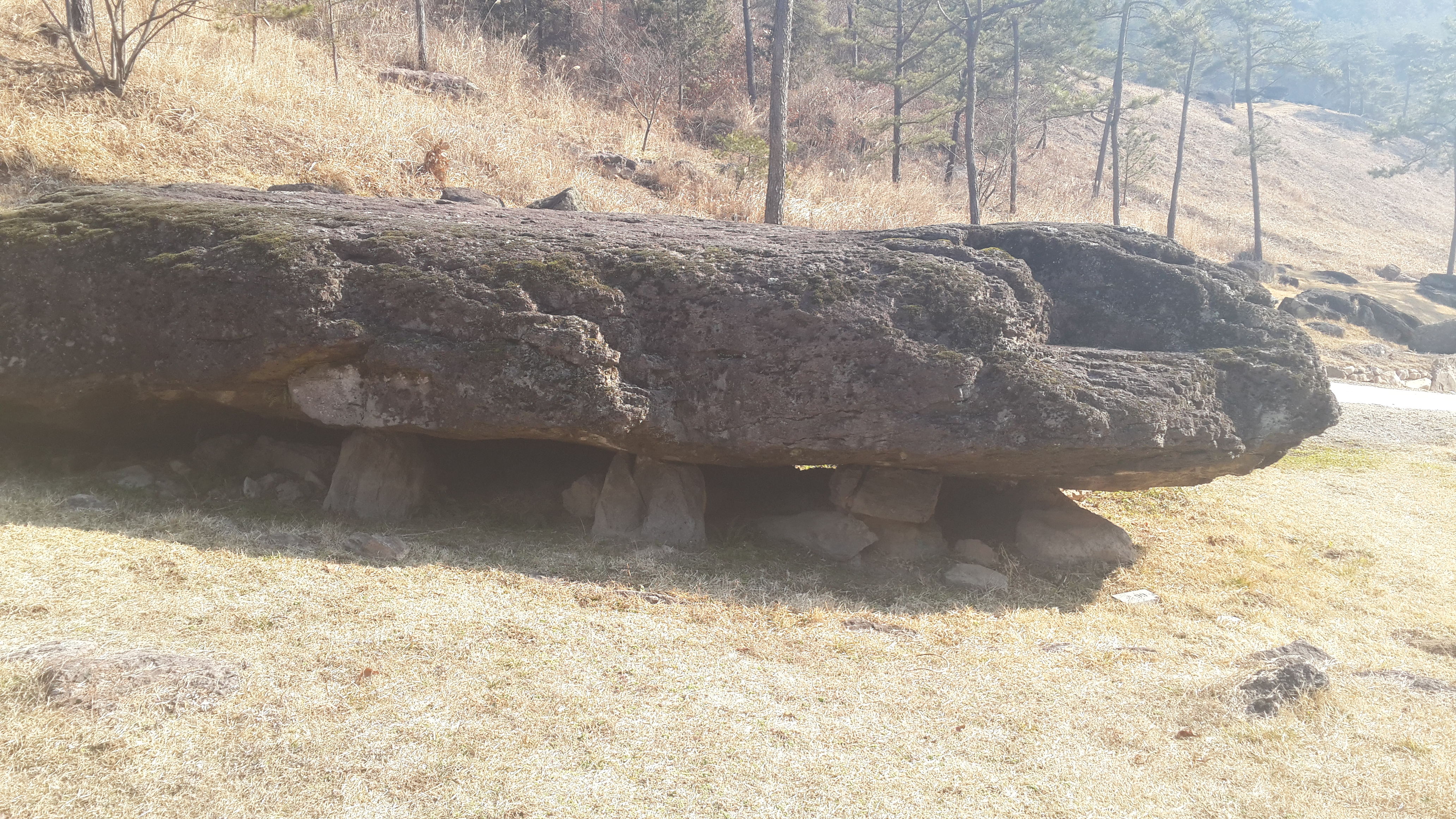
Dolmen in Hwasun

Die Dolmen von Hwasun, die sich im Landkreis von Hwasun (화순군), in der Provinz Jeollanam-do (전라남도) in Südkorea befinden, sind zusammen mit den Dolmen von Gochang (고탕) und den Dolmen von Ganghwa (강화) durch die Unterschutzstellung als Weltkulturerbe im Dezember 2000 international bekannt geworden. Zwei Jahre zuvor waren sie in Südkorea mit der Registrierungsnummer 410 in die Liste der schutzwürdigen historischen Orte eingetragen worden.

## Geographie
Die unter Schutz gestellten Dolmen, befinde sich wenige Kilometer südwestlich von Hwasun-Eup in den Hügeln südlich des Jiseokgang, eines Nebenflusses des Yeonsangang. Dort verteilen sie sich auf zwei Flächen von zusammen 31 Hektar auf rund 10 km Länge beidseitig des Bogeomjae Passes, der die Dörfer Hyosan-ri in Togong-myeon und Taeshin-ri in Chunyang-myeon verbindet. Um dieses Gebiet wurde eine 190 Hektar große Pufferzone gelegt.
Die Positionen der beiden Areale sind: 34° 58′ 52,4″ N, 126° 55′ 24,7″ O (Hyosan-ri-Areal) und 34° 58′ 21,2″ N, 126° 56′ 4,7″ O (Teashin-ri-Areal).

## Dolmengebiete

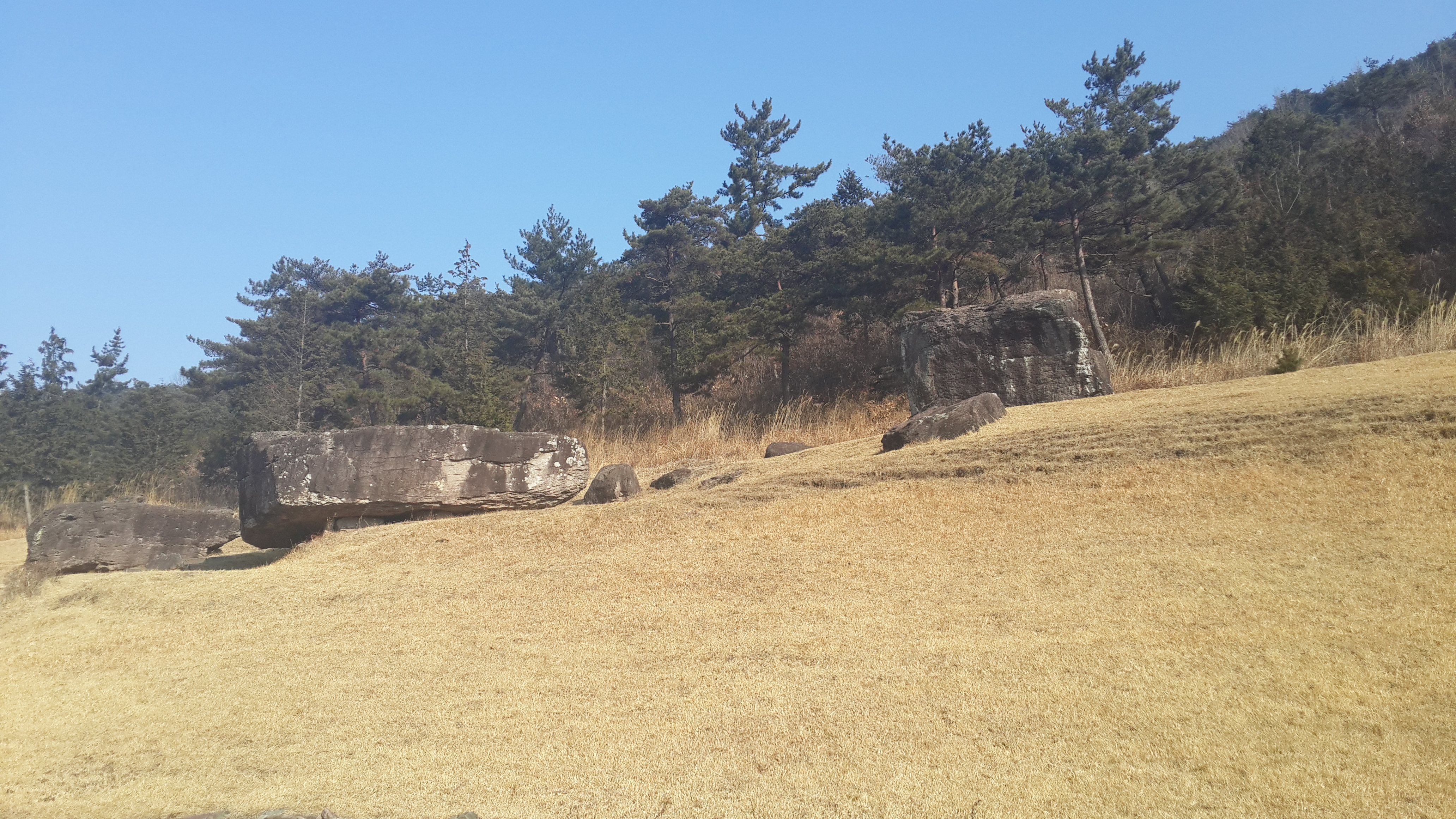
Gruppe von Dolmen

In vielen Dörfern von Hwasun wurden Dolmen in Ansammlungen gefunden:
- 1975 in dem Dorf Taecho-ri in Toam-myeon,
- 1981 in den Dörfern Wolsan-ri, Janghang-ri und Jangnang-ri in Iseo-myeon,
- 1987 in den Dörfern Jeolsan-ri, Sasu-ri und Pokgyo-ri,
- 1992 in dem Dorf Mannyeon-ri und
- 1996 in den Dörfern Hyosan-ri und Taeshin-ri.[3]

Ansammlungen in Hyosan-ri und Taeshin-ri wurde von der UNESCO unter Schutz gestellt. Sie enthielten je sechs Dolmen-Gruppen mit rund 250 und 300 Dolmen je Gebiet.
In Hyosan-ri wurden bei Untersuchungen 1.124 Teile von Dolmen gefunden, die von 158 Dolmen stammen, inklusive 25 Gruppen von Stützsteinen und separaten 133 Decksteinen. Weitere 100 Gruppen von Stützsteinen waren in der Erde oder zerbrochen. Insgesamt kann man davon ausgehen, dass zur Zeit der Errichtung der Dolmenstätte mehr als 250 Dolmen in dem Gebiet existierten.
In Taeshin-ri wurden 3.543 Teile von Dolmen gefunden, die von 129 Dolmen stammen, inklusive 22 Gruppen von Stützsteinen und 105 Decksteinen. Weitere 190 Gruppen von Decksteinen befanden sich teilweise in der Erde oder waren zerbrochen. Hier kann man von über 300 Dolmen ausgehen, die zur Zeit ihrer Errichtung existiert haben müssen.
Insgesamt fand man im Bogeomjae-Tal 597 Dolmen, darunter sogenannte Table-, Checkerboard- und Capstone-Dolmen (Tisch, Schachbrett, Deckstein). Ebenfalls konnte ein Steinbruch in dem Gebiet den Dolmen zugeordnet werden.
Untersuchungen an 35 Dolmen haben ergeben, dass sie zwischen 800 und 500 v. Chr. entstanden sein müssen. In den Dörfern Taegon-ri, Taeshin-ri und Hyosan-ri fand man zusätzlich Gerätschaften aus Bronze und andere Grabbeigaben. Daraus ließ sich schließen, dass die Dolmen um das 5. und 6. Jahrhundert v. Chr. errichtet worden sein müssen.

## Erwähnenswerte Exemplare

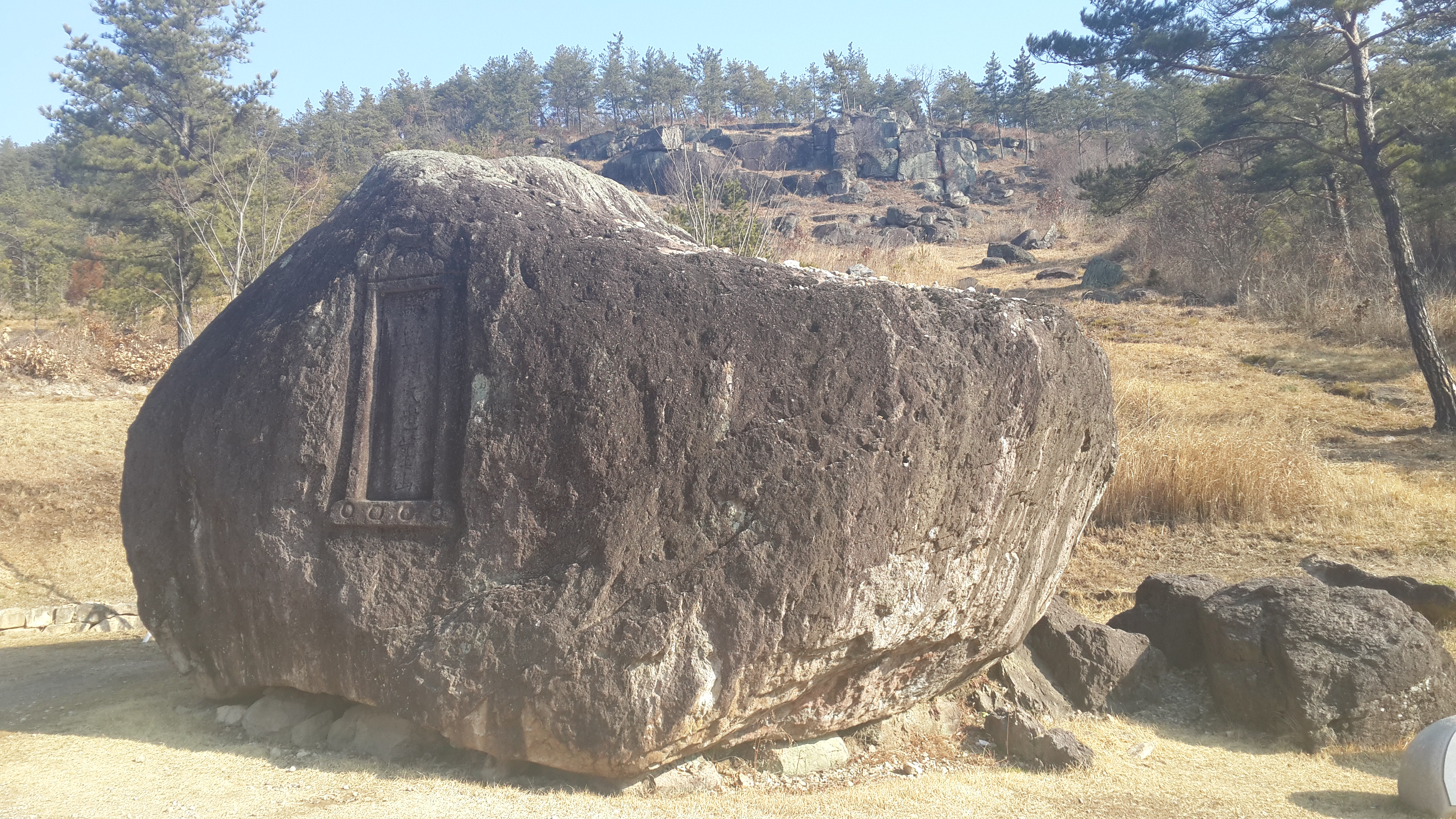
Pingmae-Felsen

Zu den erwähnenswerten Exemplaren der Dolmen in Hwasun gehört der Pingmae-Felsen. Mit einer Länge von 7,3 m, einer Breite von 5 m und einer Höhe von 4 m gehört der Felsen zu den größten Exemplaren in der Welt und gilt als der größte je gefundene Dolmen in Korea. Die Unterseite des Felsens ist geschliffen. Damit lagert der Felsen, der 280 Tonnen schwer sein soll, auf 5 Stützsteinen. Andere Quellen behaupten, dass der Felsen 260 Tonnen wiege und der größte Dolmenfelsen in der Welt sei. Der Namen Pingmae leitet sich ab von 'ping' für etwas werfen und 'mae' von „Mago-Halmi“, einer Großmutter in der koreanischen Mythologie. Der Legende nach soll sie den Felsen geworfen haben.
Andere Dolmen bekamen im Volksmund Namen wegen ihrer Form oder Nutzung. So bekam zum Beispiel ein Felsen den Namen Gwangcheon (Amts-Felsen), da er nach Erzählungen von einem Gouverneur aus der Nachbarstadt genutzt wurde, um auf ihm sitzend seine Amtsgeschäfte zu erledigen. Andere Felsen wurden Mondfelsen genannt, da sie auf der höchsten Stelle des Bergpasses Bogeomjae befindlich in der vom Mond erleuchteten Nacht Wanderern den Weg gezeigt haben sollen. Wiederum andere Felsen bekamen Namen nach ihrer Form, wie Schildkrötenfelsen, Froschfelsen, Schiffsfelsen oder ähnliches.